# Sida javensis
Sida javensis är en malvaväxtart som beskrevs av Antonio José Cavanilles. Sida javensis ingår i släktet sammetsmalvor, och familjen malvaväxter.

## Underarter
Arten delas in i följande underarter:
- S. j. expilosa
- S. j. javensis